# Nzebi (langue)
Pour les articles homonymes, voir Nzebi.
Les langues nzebi (inzabi, njebi) sont un ensemble de langues bantoues parlées principalement au Gabon, également en république du Congo, par la population nzebi (ou nzabi).

## Classification
Les langues nzebi sont un ensemble de langues bantoues parlées dans l'ouest de la république du Congo et au Gabon. Elles sont codées Zone B.50 dans la classification de Guthrie. Selon Nurse & Philippson, les langues nzebi ont lien effectif avec le teke de l'Ouest (B.70). Ces langues sont:
- (B.50) le nebi, le wanzi, le douma, le tsaangi,
- (B.70) le téké de l'Ouest (tsaayi, laali, yaa / yaka, tyee).

Jouni Filip Maho ajoute (B.502), le mwele, et (B.503), le vili (ibhili).

## Prononciation
|                          | Bilabiales | Labio-dentales | Apico-dentales | Pré-palatales | Palatalisées | Vélaires |
| ------------------------ | ---------- | -------------- | -------------- | ------------- | ------------ | -------- |
| Occlusives               | p b        |                | t d            |               |              | k        |
| Implosives               | (bʼ)       |                |                |               |              |          |
| Nasales                  | m          |                | n              | ɲ             | nʲ           | (ŋ)      |
| Fricatives               | β          | f              | s              | ʃ             |              | x (ɣ)    |
| Affriquées               |            | pf             | ts             | tʃ            |              |          |
| Latérales                |            |                | l              |               |              |          |
| Roulées                  |            |                | r              |               |              |          |
| Occlusives prénasalisées | mb         |                | nd             |               |              |          |
| Fricatives prénasalisées |            | mv             | nz             | nʒ            |              | ŋɡ       |